# Lollipop Chainsaw
Lollipop Chainsaw (jap. ロリポップチェーンソー, Roripoppu Chēnsō) ist ein Videospiel, das vom japanischen Programmierstudio Grasshopper Manufacture unter der Leitung des Kult-Spieledesigners Gōichi Suda, auch als SUDA51 bekannt, erschaffen wurde. Die Story zum Spiel stammt vom bekannten Drehbuchautor James Gunn, welcher auch das Drehbuch zu Zack Snyders Remake zu Dawn of the Dead verfasste. Das Spiel wurde von Warner Bros. Interactive Entertainment und Kadokawa Shoten vertrieben und ist dem Hack-and-Slay-Genre zuzuordnen. Es erschien für die PlayStation 3 und die Xbox 360. Anfang Juli 2022 kündigte Dragami Games ein Remake des Spiels an. Dieses ist unter dem Titel Lollipop Chainsaw RePOP am 12. September 2024 für Xbox Series, PlayStation 5, Nintendo Switch und Steam erschienen. Am 2. Dezember 2024 erschien das Spiel für PlayStation 4 und Xbox One.

## Handlung
Der Spieler schlüpft in die Rolle von Juliet Starling. Juliet ist Teamkapitän der Cheerleader an der San Romero High School. Der Stadtname San Romero ist ein Bezug auf den US-amerikanischen Regisseur George A. Romero, der mit seinen Filmen Night of the living Dead aus dem Jahr 1968 und Dawn of the Dead aus dem Jahr 1978 das heutige Bild der Zombies entscheidend mitprägte. Starling stammt aus einer Familie von Zombiejägern, an deren Geschäft sie mitwirkt. An ihrem 18. Geburtstag will sich Juliet mit ihrem Freund Nick Carlyle im Park vor der High School treffen, bemerkt jedoch auf dem Weg dorthin, dass die Stadt von Zombies überrannt wird. Vom Parkplatz aus kämpft sie sich durch die Horden von Zombies und versucht die Überlebenden zu retten. Nachdem sie den Park erreicht hat, stellt Juliet fest, dass Nick zwar mit viel Mühe überlebt hat, muss aber mitansehen wie er gebissen wird. Um ihn vor der Verwandlung zu schützen, enthauptet sie Nick mit ihrer Kettensäge und hält seinen Kopf mithilfe eines magischen Rituals am Leben.
Nick fühlt sich mit der neuen Situation überfordert, wird aber von Juliet mitgenommen. Da er aufgrund des Rituals magische Kräfte erworben hat, ist er für ihr Weiterkommen im Spiel notwendig. Juliet versucht die High School von den Zombies zu säubern und weitere Überlebende in Sicherheit zu bringen. Die Zombies verfügen jedoch auch über verschiedene Gadgets. So gibt es welche, die in Flammen stehen oder mit einem Sprengstoffgürtel versehen sind, um sich selbst in die Luft zu sprengen. Juliet und Nick kämpfen sich durch die High School, um ihren Ausbilder, den japanischen Sushimeister Morikawa, zu finden und ihn um Rat zu bitten.
Im Foyer kommt es dann zur Zusammenkunft. Morikawa erklärt, dass diese Zombieflut mit einer Störung im Universum zusammenhängt, so hat jemand die Dimensionswand zwischen dem Diesseits und dem Verrotteten Land mit Hilfe von schwarzer Magie und Sprengstoff gesprengt. Das dabei austretende Gas verwandelt die Menschen in Zombies. Der Übeltäter scheint sich jedoch entweder im Foyer oder im Außenbereich der High School zu befinden. Juliet sucht im Foyer und schafft es dort, die Zombies zu erledigen. Doch ein Zombie-Selbstmordkommando zerstört das Gebäude, während Juliet und Nick entkommen.
Im Außenbereich gibt sich Swan, ein Mitschüler Juliets, als der Täter zu erkennen, der aus purer Rachsucht handelt, da er von den Mitschülern und der Gesellschaft ausgegrenzt und gemobbt wurde. Er beschwört fünf Oberzombies, um sich selbst zum Gott dieser Sphäre zu erklären. Morikawa versucht sie aufzuhalten, stirbt aber beim Versuch. Zum Abschied macht er Juliet mit dem Chainsaw Dash noch ein letztes Geschenk, ehe sie sich mit dem Zombie-Punkrocker Zed dem ersten Oberzombie entgegenstellt und ihn erledigt.
Nach ihrem Sieg erblickt sie mit dem Viking Metal-Zombie Vikke den zweiten Oberzombie, der von einem schwebenden Wikingerschiff aus operiert und Blitze auf die Erde wirft. Zugleich sieht Juliet ihre ältere Schwester Cordelia, eine hervorragende Scharfschützin, die auf das Schiff klettert. Sie wirft ihr ein Geburtsgeschenk zu, doch da der Fallschirm aufgrund des Windes abgleitet, muss sie sich zuerst durch das Baseballstadion von San Romero kämpfen, um ihr Geschenk zu erhalten, welches sich als Erweiterung für ihre Kettensäge, einer Kanone namens Chainsaw Blaster, herausstellt. Nach dem Erhalt stellen sich Juliet und Nick Vikke und können auch diesen töten.
Juliet und Nick werden zur nahegelegenen O’Bannon-Farm geschleudert, wo sie Juliets jüngere Schwester Rosalind begegnen. Diese hat sich einen Schulbus gekauft und rast damit unkontrolliert durch die Farm. Juliet und Nick verfolgen Rosalind, die aber immer wieder entkommen kann. Zwischendurch befinden sich die beiden auch auf einem Trip, welcher von einem Pilz ausgelöst wird, bei dem sie sich mit dem Zombiehuhn Chat auseinandersetzen müssen. Schließlich gelingt es Juliet und Nick Rosalind einzuholen, doch durch eine unüberlegte Aussage Rosalinds erkennt Juliet nicht ihre Schwester in dieser Person, sondern den dritten Oberzombie, den Hippie-Zombie Mariska, die auch für die Trips verantwortlich war. Auch sie wird von Juliet getötet.
Juliet bemerkt, dass Rosalind weiterhin spurlos verschwunden ist. Den einzigen Anhaltspunkt teilt der vierte Oberzombie telepathisch mit. Er hält Rosalind im Fulci Fun Center gefangen. Als dann Juliets Vater Gideon auftaucht, machen sie sich auf, ihre Verwandte zu befreien. Ihr Plan sieht so aus, dass Juliet und Nick durch den Haupteingang stürmen, während Gideon vom Dach aus in das Center eindringt. Auf ihrem Weg zum Oberzombie müssen Juliet und Nick mehrere computerspielartige Levels überstehen, ehe sie sich ihm, dem Funk-Zombie Josey, stellen können. Auf seinem UFO sieht Juliet wie die sichere Siegerin aus, doch Josey droht damit Rosalind zu töten, wenn sie nicht aufgibt. Er bemerkt aber zu spät, dass Gideon sie schon gerettet hat, weswegen Juliet Josey endgültig erledigt.
Mit der wiedervereinten Familie plant Gideon nun die Stürmung der noch nicht fertiggestellten Kathedrale von San Romero, wo sich der letzte Oberzombie aufhält. Es gelingt Juliet mithilfe ihrer Schwestern bis zu diesem vorzudringen. Der letzte Gegner ist der Rock-’n’-Roll-Zombie Lewis Legend, der sich aber auch nicht gegen Juliet behaupten kann.
Swan ist darüber aber sehr erfreut, denn durch den Tod der fünf Oberzombies und ihre Beschwörungsformeln kann er den stärksten Zombie befreien, den riesigen Killabilly. Juliet fühlt sich jedoch nicht stark genug, um ihn zu schlagen, doch ihr Meister Morikawa meldet sich aus dem Jenseits, um ihr beizustehen. Mit seiner Hilfe schafft sie es, zu Killabilly zu gelangen und ihn zu bekämpfen. Doch dieser ist viel zu stark, weswegen Gideon mit einem mit Dynamit vollgestopften Motorrad auf Killabilly zu springt und ihn unter Einsatz seines Lebens am Gesicht verwunden kann. Morikawa fordert Juliet auf, sich durch das Loch in das Innere des Riesenzombies zu begeben, um ihn dort von innen zu zerstören.
Dort angekommen gelangen Juliet und Nick zum Herz von Killabilly, an dem Swan enthauptet und gefesselt hängt. Die einzige Methode ihn zu vernichten ist eine sogenannte Nick Bombe, eine Selbstzerstörungsattacke von Nick, was Juliet aus Liebe zu ihm erst verweigert. Erst als Nick ihr seine Liebe gesteht und sich für diesen selbstmörderischen Einsatz bereit erklärt, akzeptiert sie es. Sie platziert Nicks Kopf auf den Körper von Swan, was die Selbstzerstörung von Killabilly einleitet und sowohl ihn als auch Nick tötet.
Im Jenseits erhält Nick jedoch die Botschaft, dass er für seinen selbstlosen Einsatz sowohl Leben als auch einen Körper zurückerhält, allerdings mit einer Verwechslung. So kehrt er vor den Augen von Juliet mit dem viel kleineren Körper von Morikawa ins Leben zurück. Auch Gideon hat seine Aktion überlebt. Juliet, ihre Familie und Nick kehren nach Hause zurück, wo ihre Mutter schon in der Küche steht. Ab hier teilt sich die Geschichte in zwei Enden.
Trauriges Ende:
Im traurigen Ende hat sich Mutter Starling in einen Zombie verwandelt. Die Familie schreit vor Angst, als das Bild ausblendet.
Happy End:
Dieses Ende erscheint nur, wenn es dem Spieler gelingt, alle Schüler in den ersten beiden Leveln vor den Zombies zu retten.
Im Happy End feiert die Familie Starling mit Nick Juliets Geburtstag, wobei Nick seine Geschenke an Juliet gibt, darunter eine Pralinenschachtel mit der Aufschrift Fin (franz. Ende).

## Spielprinzip und Technik
Der Spieler steuert Juliet Starling. Das Kampfsystem ist dem anderer Hack-and-Slay-Spiele wie Devil May Cry oder Bayonetta ähnlich. Als Hauptwaffe wird eine magische Kettensäge eingesetzt, mit der man sowohl schneiden als auch mit dem Chainsaw Blaster schießen kann. Juliet kann für den Blaster maximal 36 Stück Munition tragen, was mit dem Sammeln von Lippenstift-ähnlichen Symbolen wieder aufgefüllt werden kann. Zudem verfügt der Spieler über Pompons, mit der Juliet die Zombies schwächen und betäuben kann, um sie dann mit der Kettensäge leichter zu töten. Damit besteht auch die Möglichkeit von Kombinationsangriffen. Eine weitere Fähigkeit der Kettensäge ist der Chainsaw Dash. Damit kann Juliet ihre Geschwindigkeit erhöhen, um so z. B. auch große und kleine Sprünge von voreingestellten Rampen auszuführen.
Um Juliet sowohl körperlich als auch von den Techniken her aufzurüsten, benötigt der Spieler Goldmedaillen, die er in unterschiedlichen Methoden bekommt. Manche Goldmedaillen erhält man bei der Tötung von Zombies, in Verstecken wie Getränkeautomaten oder einfach auf dem Weg. Platinmedaillen gibt es u. a. bei der Tötung von gefährlichen Zombies. Die Updates sowie Bonusmaterialien zum Spiel kann der Spieler beim spielinternen Internethandel chop2shop.zom erwerben. Hier gibt es auch Lollipops zu erwerben, die die Gesundheit von Juliet um 50 % wiederherstellen sowie Nick-Tickets.
Eine Besonderheit stellt hier die Glitzerjagd. Tötet Juliet mehr als drei Zombies auf einmal, wird eine kleine Zwischensequenz angezeigt, wie viele sie mit dieser einen Attacke erledigt hat. Maximal kann Juliet sieben Zombies auf einmal töten. Für eine Glitzerjagd erhält Juliet mehrere Goldmedaillen und mindestens eine Platinmedaillen. Sind gefährliche Zombies unter den getöteten Zombies, gibt es zusätzlich Bonusmedaillen.
Juliet hat die Fähigkeit, für jeden getöteten Zombie Sterne zu erlangen. Diese Sterne werden gesammelt. Wenn sich der Behälter, welcher auf dem Display unten links am Bildschirm zu sehen ist, gefüllt hat, kann der Spieler einen Modus auslösen, der dem Sternenmodus von Mario aus der Super-Mario-Reihe ähnelt. Juliet wird hierbei für einen Moment stärker und kann Zombies direkt erledigen.
Nick, der den Großteil des Spiels nur als Kopf als eine Art Accessoire an Juliets Kleidung hängt, nimmt eine wichtige Schlüsselposition im Gameplay ein. So verfügt er über die Fähigkeit, einen Zombiekörper zu übernehmen, um schwere Hindernisse aus dem Weg zu räumen. Ein Quicktime-Event hilft dem Spieler dabei, diese Fähigkeit einzusetzen. Zudem können im Chop2Shop weitere Fähigkeiten zu Nick freigeschaltet werden, z. B. kann man bei Nick Shake Goldmedaillen und Lollipops ausschütten oder bei Nick Popper wird sein Kopf aus einer erweiterten Version des Chainsaw Blasters abgefeuert, was gegnerische Zombies betäubt. Um diese Fähigkeiten einzusetzen, benötigt der Spieler Nick-Tickets, die vereinzelt im Spielverlauf auftauchen oder im Chop2Shop erworben werden können.
Einen direkten Online-Modus besitzt Lollipop Chainsaw nicht, allerdings hat der Spieler mit dem Rang-Modus die Möglichkeit, sich in eine globale Bestenliste einzutragen und sie mit den Punktzahlen anderer Spieler zu vergleichen.
Neben dem normalen Kostüm besteht die Möglichkeit weitere von Figuren aus den Manga/Anime Highschool of the Dead (Rei Miyamoto und Saeko Busujima), Deadman Wonderland (Shiro), Kore wa Zombie Desu ka? (der Kettensägen tragenden Haruna) und Manyū Hiken-chō (Manyū Chifusa) freispielen.

## Entwicklungs- und Veröffentlichungsgeschichte

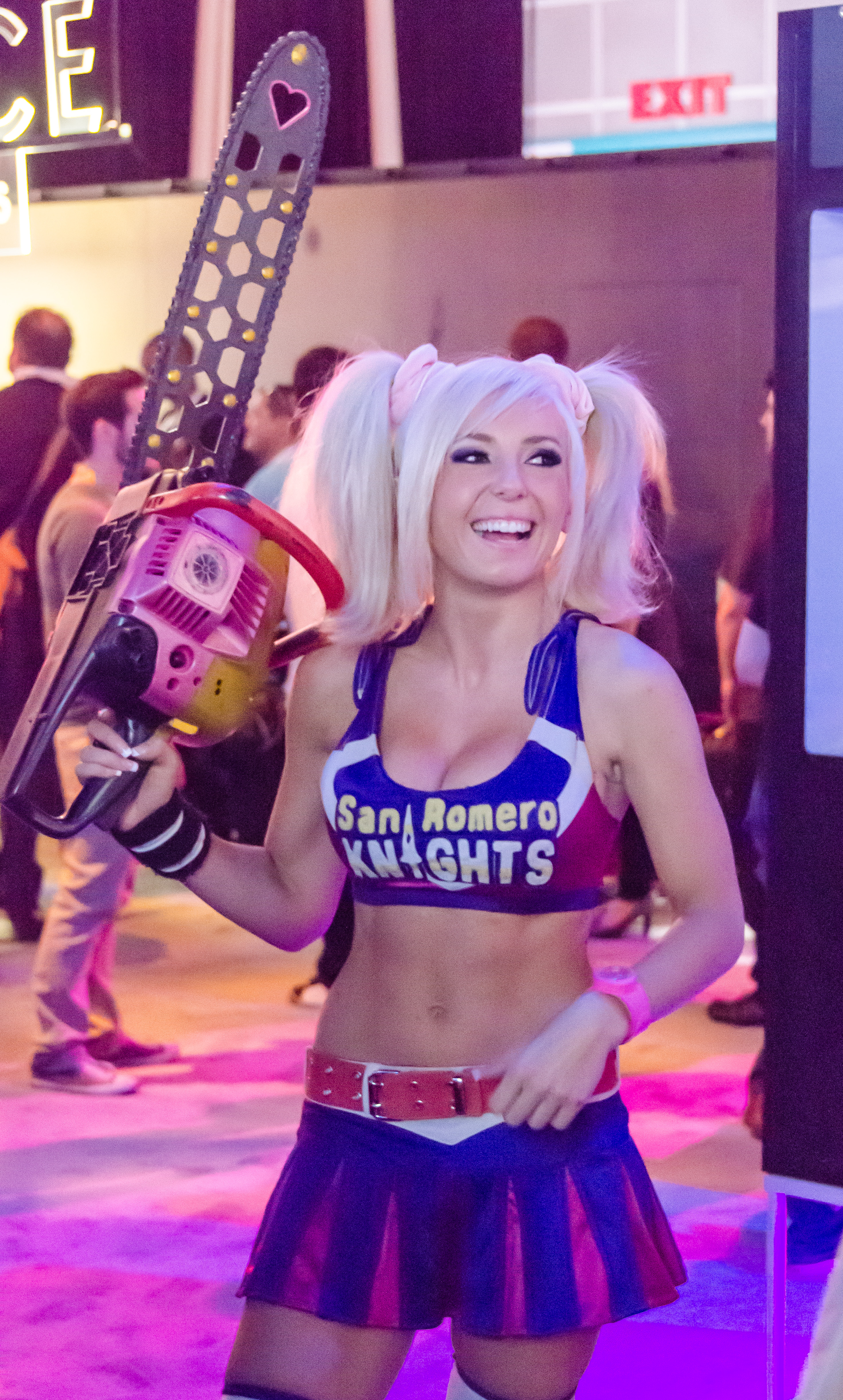
Cosplay der Protagonistin Juliet Starling durch Jessica Nigri bei der E3 2012

Die US-amerikanische Cosplayerin Jessica Nigri warb als Juliet Starling verkleidet für das Spiel. Dabei spielte sie in einer Art Werbespot für ein Reinigungsmittel namens Zom Be-Gone´. Außerdem war sie so auf Conventions und Messen für die Lollipop-Chainsaw-Stände zu sehen.

### Soundtrack
Der Soundtrack beinhaltet nebst eigenen Liedern, die vom japanischen Komponisten Akira Yamaoka erschaffen wurden, auch lizenzierte Lieder.
| - Lollipop – The Chordettes - Pac Man Fever – Buckner & Garcia - Rock ‘N’ Roll (Will Take You To The Mountain) – Skrillex - The Way of the Fist – Five Finger Death Punch - Stop Reading, Start Doing Pushups – Destroy Rebuild Until God Shows - Riot Rhythm – Sleigh Bells - Turtle Crazy – Toy Dolls - 1,000 Cigarettes – MSTRKRFT | - Heroes Of Our Time – Dragonforce - Nemesis – Arch Enemy - Needled 24/7 – Children of Bodom - Mickey – Toni Basil - You Spin Me Round (Like a Record) – Dead or Alive - Empire State Human – The Human League - Cherry Bomb – Joan Jett and the Blackhearts - Speed – Atari Teenage Riot |

## Rezeption
Lollipop Chainsaw erhielt gute bis befriedigende Kritiken.
Die negativen Kritiken richteten sich vor allem am zu einfachen Gameplay, die durch die Quicktime-Events jegliche Herausforderung nehme. Zudem ist die Spieldauer einer Runde mit vier Stunden erheblich kurz. Auch die Kameraführung mache dem Spieler zu schaffen.
Positiv hervorgehoben wurden vor allem das Character Design und der schwarze Humor, dessen sich Lollipop Chainsaw bedient.

### Verkaufszahlen
Lollipop Chainsaw verkaufte sich konsolenübergreifend weltweit ca. 700.000 Mal. Für Grasshopper Manufacture bedeutete dies die höchsten Verkaufszahlen seit ihrem Bestehen.